# Bahnhof Chigasaki
Der Bahnhof Chigasaki (jap. 茅ケ崎駅, Chigasaki-eki) ist ein Bahnhof auf der japanischen Insel Honshū, betrieben von der Bahngesellschaft JR East. Er befindet sich in der Präfektur Kanagawa auf dem Gebiet der Stadt Chigasaki.

## Verbindungen
Chigasaki ist ein Trennungsbahnhof an der Tōkaidō-Hauptlinie von Tokio über Nagoya nach Osaka, einer der bedeutendsten Bahnstrecken Japans. Von dieser zweigt die Sagami-Linie nach Hashimoto ab. Für den Personenverkehr auf beiden Strecken ist die Bahngesellschaft JR East zuständig.
Auf der Tōkaidō-Hauptlinie herrscht ein reger Verkehr mit einer Vielzahl von Nahverkehrs- und Eilzügen; während der Hauptverkehrszeit halten hier stündlich bis zu 13 Züge je Richtung. Hervorzuheben sind insbesondere die Commuter Rapid (通勤快速, Tsūkin Kaisoku) von Tokio nach Odawara und die Shōnan Liner (湘南ライナー, Shōnan Rainā). Zusätzlich verkehren einzelne Züge der Shōnan-Shinjuku-Linie über die nominelle Endstation Ōfuna hinaus nach Odawara. Auf der Sagami-Linie fahren Nahverkehrszüge während der morgendlichen und abendlichen Hauptverkehrszeit alle 15 Minuten, tagsüber alle 20 Minuten, spätabends im Halbstundentakt. Während der Hauptverkehrszeit fahren einzelne Züge über Hashimoto hinaus nach Hachiōji und zurück. Der Busbahnhof auf dem nördlichen Vorplatz wird von über zwei Dutzend Linien der Gesellschaft Kanagawa Chūō Kōtsū bedient, hinzu kommt ein Zubringerbus zum Flughafen Tokio-Narita. Weitere neun Linien von Kanagawa Chūō Kōtsū fahren vom südlichen Vorplatz.

## Anlage
Die Anlage steht im zentralen Stadtteil Motowachi und ist von Osten nach Westen ausgerichtet. Sie besitzt sieben Gleise, von denen sechs dem Personenverkehr dienen. Diese liegen an zwei Mittelbahnsteigen, die beide überdacht sind. Das Empfangsgebäude besitzt die Form eines Reiterbahnhofs, der die gesamte Anlage in ihrem westlichen Teil überspannt. Darin integriert ist das Einkaufszentrum Lusca Chigasaki mit 120 Läden. Verwaltet wird es von Shonan Station Building, einem Tochterunternehmen von JR East. Eine breite Fußgängerbrücke führt vom Empfangsgebäude über den Bahnhofplatz hinweg und stellt Verbindungen zu benachbarten Geschäftsgebäuden her.
Im Fiskaljahr 2017 nutzten täglich durchschnittlich 56.149 Fahrgäste den Bahnhof.

## Bilder

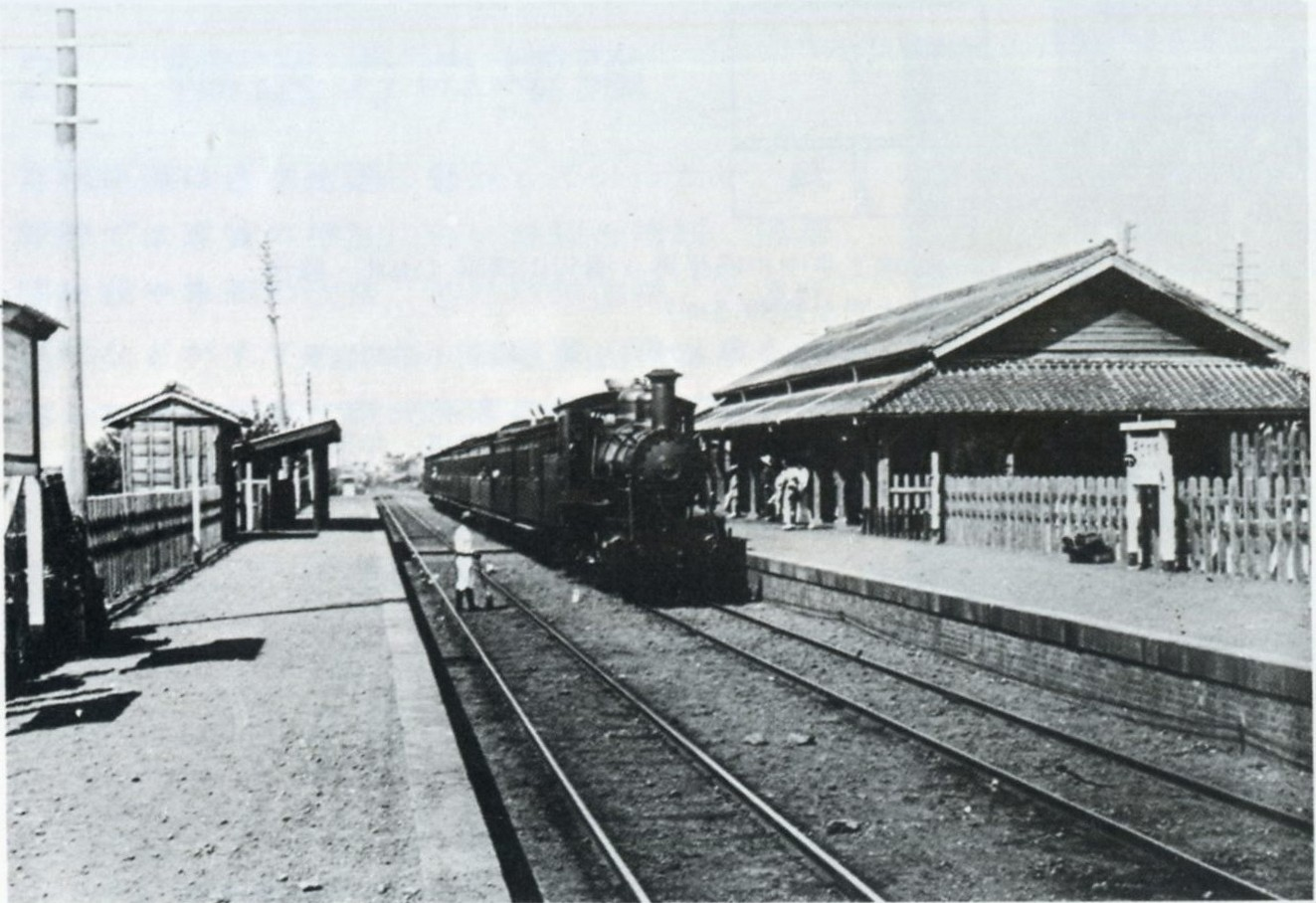
Der Bahnhof im Jahr 1898
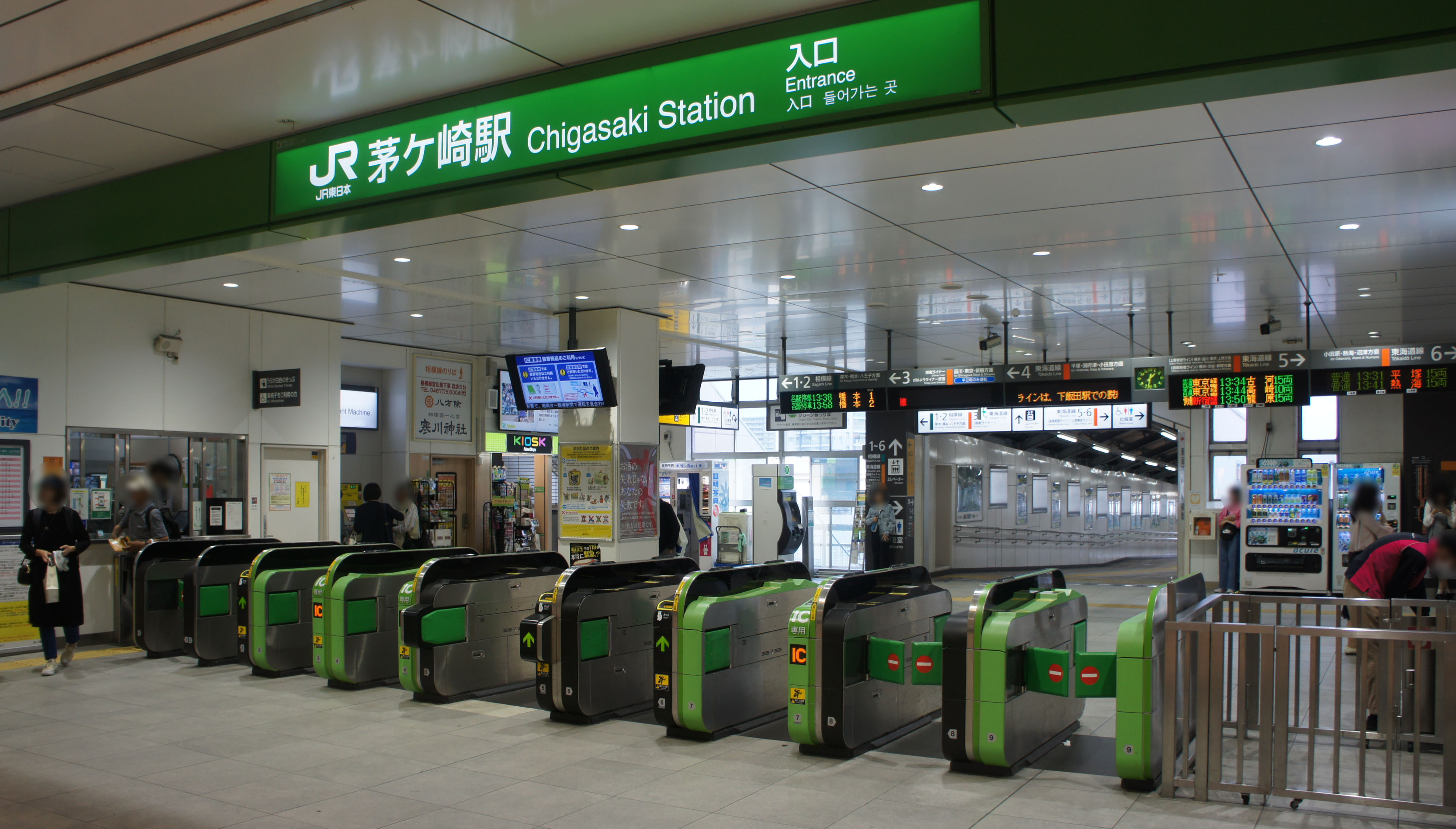
Bahnsteigsperren
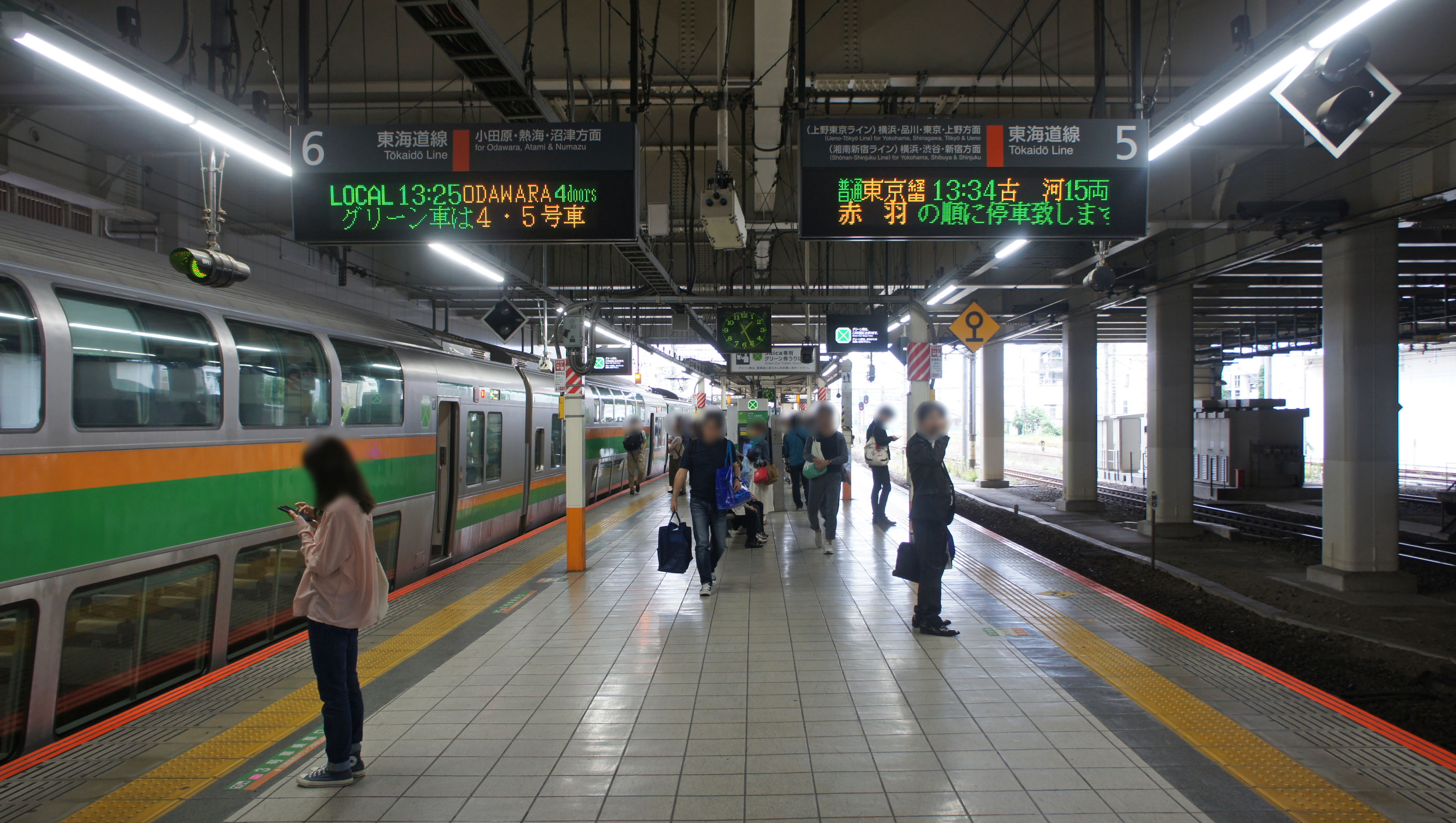
Bahnsteig 5/6
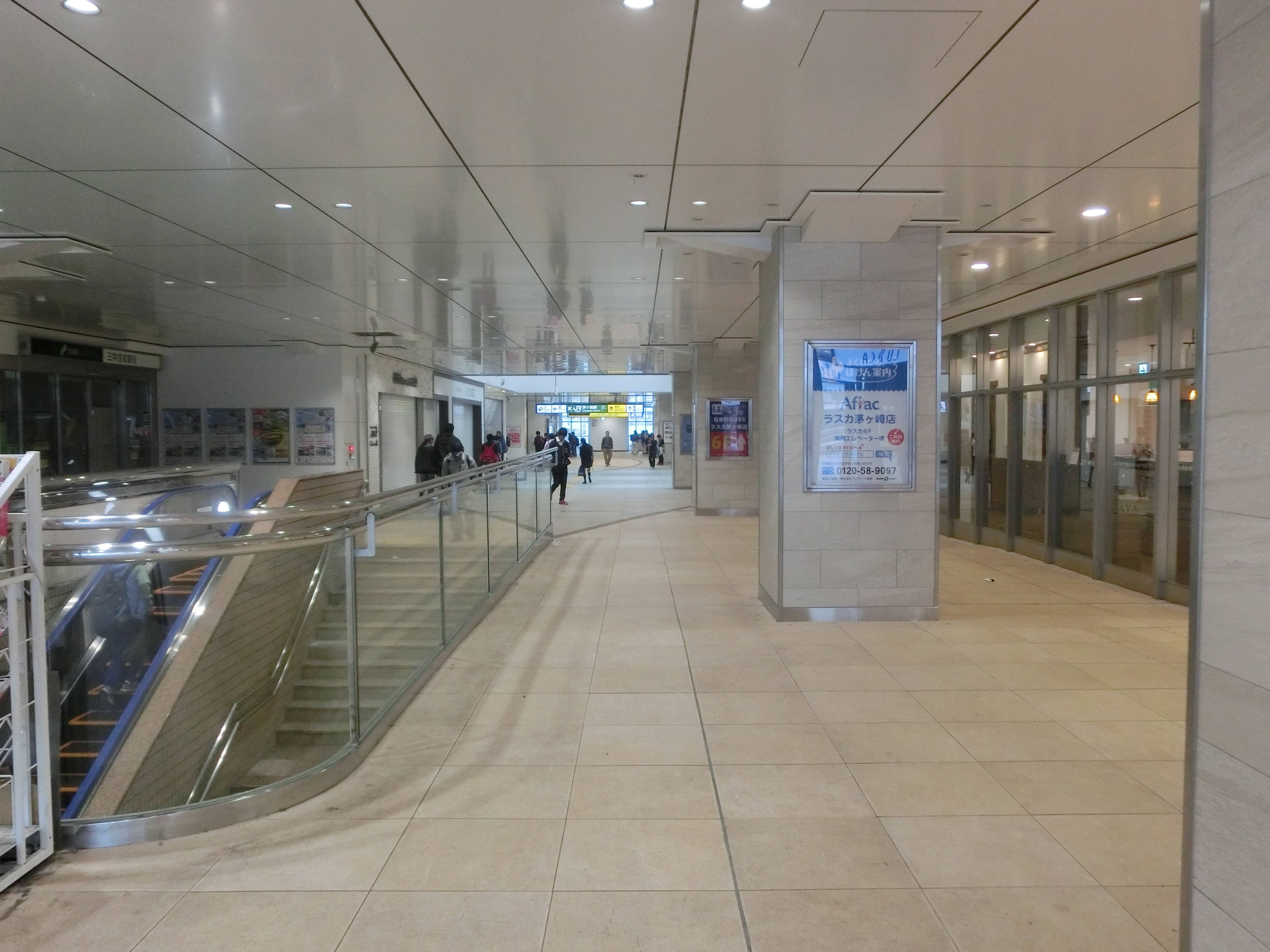
Verteilerebene
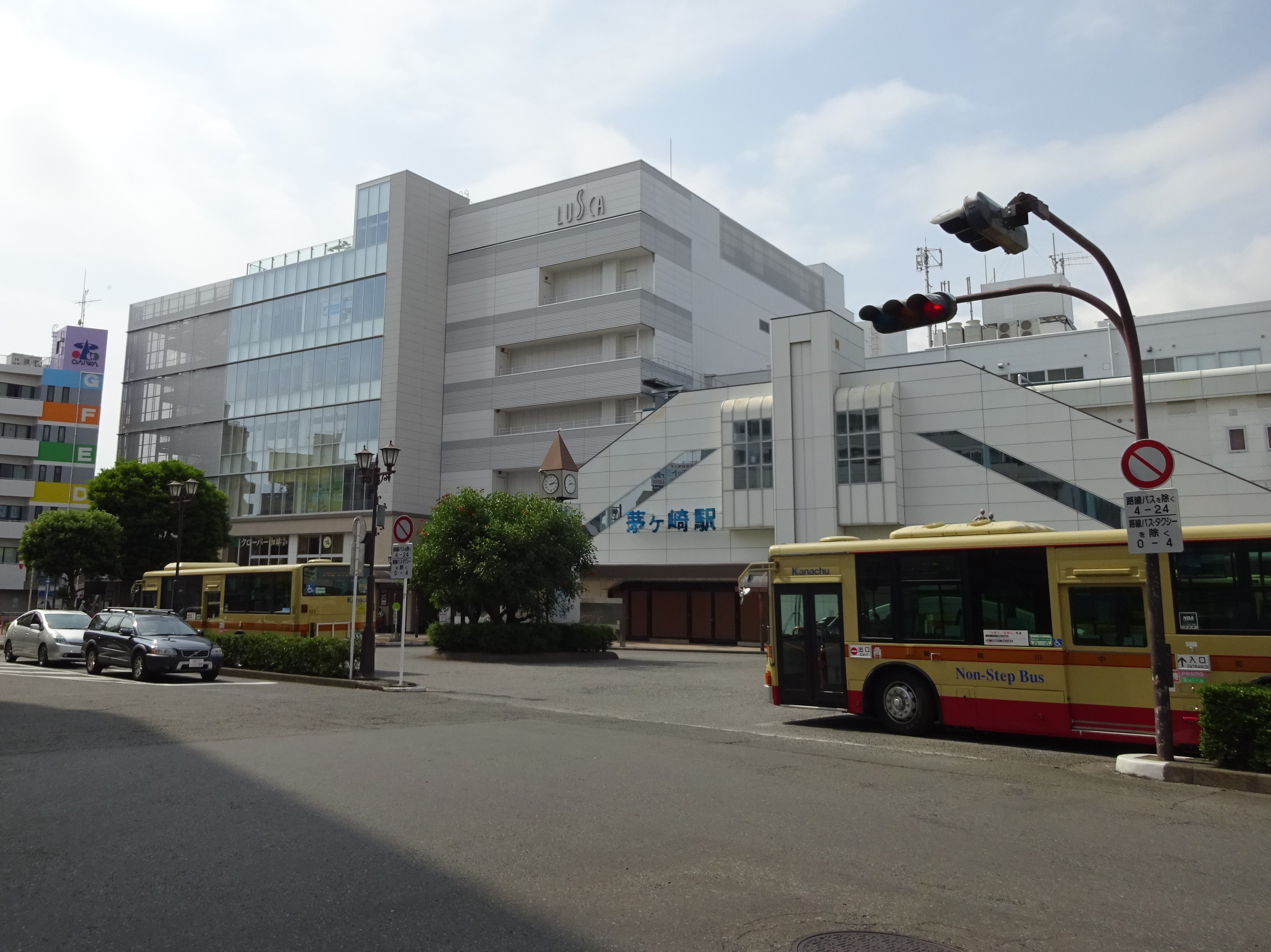
Südausgang (August 2016)

## Gleise
| 1/2 | ▉ Sagami-Linie          | Atsugi • Hashimoto • Hachiōji       |
| 3/4 | ▉ Tōkaidō-Hauptlinie    | Yokohama • Shinagawa • Tokio • Ueno |
| 3/4 | ▉ Tōkaidō-Hauptlinie    | Hiratsuka • Odawara                 |
| 5   | ▉ Tōkaidō-Hauptlinie    | Yokohama • Shinagawa • Tokio • Ueno |
| 5   | ▉ Shōnan-Shinjuku-Linie | Yokohama • Shibuya • Shinjuku       |
| 6   | ▉ Tōkaidō-Hauptlinie    | Odawara • Atami • Numazu            |

## Linien
| Verlauf der Sagami-Linie |
| --- |
| Chigasaki • Kita-Chigasaki • Kagawa • Samukawa • Miyayama • Kurami • Kadosawabashi • Shake • Atsugi • Ebina • Iriya • Sōbudaishita • Shimomizo • Harataima • Banda • Kamimizo • Minami-Hashimoto • Hashimoto |

| Verlauf der Tōkaidō-Hauptlinie (Tokio–Atami) |
| --- |
| Tokyo • Shimbashi • Shinagawa • Kawasaki • Yokohama • Totsuka • Ōfuna • Fujisawa • Tsujidō • Chigasaki • Hiratsuka • Ōiso • Ninomiya • Kōzu • Kamonomiya • Odawara • Hayakawa • Nebukawa • Manazuru • Yugawara • Atami |

## Geschichte
Die staatliche Eisenbahnverwaltung hatte das durch Chigasaki führende Teilstück der Tōkaidō-Hauptlinie bereits 1887 eröffnet, doch fuhren die Züge hier zunächst über ein Jahrzehnt lang ohne Halt durch. Die Inbetriebnahme des Bahnhofs erfolgte schließlich am 15. Juni 1898. Die private Bahngesellschaft Sagami Tetsudō eröffnete am 28. September 1921 den ersten Abschnitt der Sagami-Linie von Chigasaki nach Samukawa. Zehn Jahre später führte die Strecke bis nach Hashimoto und 1944 wurde sie verstaatlicht. Aus Kostengründen stellte die Japanische Staatsbahn am 1. Februar 1984 den Güterumschlag ein, am 14. März 1985 auch die Gepäckaufgabe. Fünf Wochen später, am 19. April 1985, war der Neubau des Empfangsgebäudes abgeschlossen.
Im Rahmen der Staatsbahnprivatisierung ging der Bahnhof am 1. April 1987 in den Besitz der neuen Gesellschaft JR East über. Die neue Besitzerin errichtete 1994 anstelle der nicht mehr genutzten Gütergleise einen zusätzlichen Bahnsteig. Von 1996 bis 1998 wurde der nördliche Busbahnhof modernisiert, von 2013 bis 2015 das Einkaufszentrum Chigasaki Lusca im Empfangsgebäude markant erweitert.